# Bose-Einsteinova statistika
Bose-Einsteinova statístika [bóze-ájnštajnova ~] v statistični termodinamiki določa statistično porazdelitev nerazločljivih bozonov po energijskih stanjih v stanju toplotnega ravnovesja.
Bose-Einsteinova (B-E) statistika je sorodna Maxwell-Boltzmannovi statistiki (M-B) in Fermi-Diracovi statistiki (F-D). Slednja velja za nerazločljive delce, za katere velja Paulijevo izključitveno načelo, M-B pa velja za klasične, torej identične, vendar razločljive delce, in predstavlja visokotemperaturni približek tako za B-E, kot za F-D.
Za razliko od fermionov za bozone ne velja Paulijevo izključitveno načelo, zatorej lahko neomejeno število bozonov obenem zaseda isto kvantno stanje. To pojasnjuje, zakaj se pri nizkih temperaturah bozoni obnašajo drugače kot fermioni - vsi delci se namreč zberejo v enem samem kvantnem stanju z najnižjo energijo. Pojav je znan kot Bose-Einsteinova kondenzacija.
Bose-Einsteinovo statistiko je vpeljal za fotone leta 1920 indijski fizik Satjendra Nat Bose, na atome pa jo je posplošil leta 1924 Albert Einstein.

### Bose-Einsteinova porazdelitev
Porazdelitev f(E) navaja verjetnost, da delec z lastno energijo nič najdemo v stanju z energijo E:
{\displaystyle f_{BE}(E)={\frac {1}{Ae^{{E}/{(k_{B}T)}}-1}}\!\,.}
Pri tem je
E ... energija,
kB ... Boltzmannova konstanta,
T ... absolutna temperatura in
A ... normalizacijska konstanta